# Мрковићи
Мрковићи су насељено мјесто у Босни и Херцеговини, у општини Центар, које административно припада Федерацији Босне и Херцеговине. Припада мјесној заједници Храстови-Мрковићи.

## Географија
Насеље се налази на око 15 минута вожње од Башчаршије. Мрковићи се налазе близу исте границе између Федерације БиХ и Републике Српске. Налазе се изнад насеља Кошево, а од стадиона Кошево су удаљени 3 км. Из насеља се пружа поглед на Сарајевску котлину, као и на сам град. Од границе са Републиком Српском су удаљени 2,7 км.

### Дијелови Мрковића
- Велики и Мали кланац
- Обарци
- Планина
- Горопеч
- Лучица
- Црноглав
- Јаворик
- Баре
- Равно
- Чављак
- Ропоч

## Историја
Прво помињање села Мрковићи у околини Сарајева, било је око 1510. године, када је Фируз-бег, у периоду око поменуте године саградио хамам на Башчаршији, ради убирања прихода за издржавање медресе коју је основао. Вода за хамам и медресу које је Фируз-бег изградио доведене је са два врела, једног из Мрковића и једног са Седреника.
У свом љетопису, Мула Мустафа Башескија је под годином 1772. забиљежио да су из задужбине хаџи Османа Хаџибекташевића поправљане чесме Кара Мустафа-пашина вакуфа за које је посебно израђено 8.000 чункова. Сваки чунак је стајао 7 акчи и хамалија (довоз) по једну акчу, а вода је доведена из Мрковића са извора Јаворик.
Мрковићи се спомињу и око 1850. године, када су се налазили под беговатом бега Халачевића, а у џемату Хреша. Тадашљи џематбаша џемата Хреша је био Вукан Марјановић.
У Шематизму православне митрополије и архидијецезе Дабро-босанске, за 1882. годину коју је приредио протопрезвитер Ђорђе Николајевић, Мрковићи се спомињу под старим називом Мркојевићи, гдје су наведени као село у саставу парохије Сарајевско Поље, чији парох је био Мићо Станић-Поповић. У Мрковићима је тада живјело 132 становника, распоређиних у 40 кућа.
Након што су 23. септембра 1941. године партизанске присталице успоставиле власт у насељу Средње, формира се општина са сједиштем у Средњем, гдје функционишу партизански органи локалне власти. Након бирања општинског одбора, прступило се и бирању ширег општинског одбора,у коме је било одборника и са много ширег подручја, међу којима је био и Илија Анџић из Мрковића.
У мјесецу јануару 1942. године заробљена је група бораца Југословенске војске у отаџбини на челу са Савом Дерикоњом, међу који су били и Војко и Милош Марјановић те Спасоја, Лазар, Рајко и Милорад Рашевић из Мрковића.
Мрковићи су од распада Југославије 1991. па до прољећа 1996. били у саставу Републике Српске. Заједно са Нахоревом, Вићом, Пољинама, Радавом и Јагомиром чинили су Српску општину Центар. Мрковћански борци су били у саставу чете „Мрковићи”, батаљона „Хреша” а под командом Сарајевско-романијског корпуса. Од почетка рата па до 1993—1994. године припадали су Кошевској бригади. Након уједињења Кошевске, Рајловачке и Вогошћанске бригаде мрковћански борци су припали 3. сарајевској пјешадијској бригади. Један од командира вода мрковћанске чете је био Лука Марјановић, постхумно одликован златном медаљом за храброст. Српски борци су бранили Мрковиће све до Дејтонског споразума, када су Мрковићи припали Федерацији БиХ. Борци погинули у рату су сахрањени на Војничком спомен гробљу — Мали Зејтинлик Соколац.

## Мрковћани погинули уОдбрамбено-отаџбинском рату
1. Лука Марјановић
2. Аћим Марјановић
3. Жарко Марјановић
4. Новица Шалипур
5. Радомир Шалипур
6. Александар Рашевић
7. Деливоје Рашевић
8. Рајко Рашевић
9. Радован Анџић
10. Доброслав Рађеновић
11. Савка Рађеновић
12. Бајо Рађеновић
13. Неђо Драгаш
14. Бојо Драгаш
15. Васо Баричанин
16. Саво Марковић
17. Богдан Марковић
18. Петар Тодић
19. Ђорђе Јешић

У издању Републичког центра за истраживање рата, ратних злочина и тражење несталих лица Repублике Српске из штампе је током 2022. године изашла монографија "Дјеца жртве рата 1991-1995"., гдје је у одјељку страдале дјеце на територији Општине Центар (Сарајево), уписано име Јешић Ђорђа, рођеног 1987. године, а који је смртно страдао 1995. године у Мрковићима, од испаљене гранате са положаја Армије РБиХ.

## Туризам
Мрковићи су после рата постали значајно излетничко мјесто за Сарајлије. У горњем дијелу села изграђено је више домова који привлаче све више излетника, којима Мрковићи пружају уживање у нетакнутој природи и предивну панораму града Сарајева.

## Култура
Током 2010. године у Мрковићима је снимана серија Два смо свијета различита.

## Образовање
Према Одлуци о привременом броју и просторном распореду основних школа у Републици Српској из 1994. којом се утврђује број и просторни распоред основних школа као и број издвојених одјељења основних школа у Републици Српској, на територији Српске општине Центар, егзистирала је Основна школа „Десанка Максимовић” са сједиштем у Нахореву и издвојеним одјељењем у Мрковићима. На територији општине није егзистирала ниједна средњошколска или високошколска установа.
У периоду од 1. фебруара 1993. до 1. октобра 1994. године, дужност вјероучитеља у основној школи је вршио свештеник СПЦ протопрезвитер-ставрофор Лазар Васиљевић.

## Национални споменик
У Мрковићима се налази национални споменик Босне и Херцеговине под називом Стећак и старо муслиманско гробље. Стећак у Мрковићима припада врсти положеног монолита, који је израђен у форми саркофага. Масивност овог стећка упућују на то да се на локалитету у Мрковићима налазио посебно издвојени гроб извјесног средњовјековног великаша са овога простора, што свакако упућује на закључак да је настанак споментуог надгробника могуће сврстати у период 15. вијека. Поред стећка налази се и старо муслиманско гробље. У гробљу се налази десетак нишана који већином леже на земљи оборени, погнути или оштећени. Масивност, начин обраде нишана, те чињеница да се гробље развило уз стећак казују нам да је ово старо гробље које можемо лоцирати у 16. вијек.

## Саобраћај
Мрковићи су са градском зоном повезани директном аутобуском линијом Центротранса, број 89, која саобраћа на релацији Мрковићи-Парк. Ова аутобуска линија је активна свих седам дана у седмици, а саобраћа неколико пута дневно.

## Становништво
|             | 2013.       | 1991.        | 1981.        | 1971.        | 1961.        |
| Укупно      | 55 (100,0%) | 232 (100,0%) | 281 (100,0%) | 349 (100,0%) | 339 (100,0%) |
| Срби        | 45 (81,82%) | 229 (98,71%) | 281 (100,0%) | 345 (98,85%) | 339 (100,0%) |
| Бошњаци     | 10 (18,18%) | –            | –            | 4 (1,146%)1  | –            |
| Остали      | –           | 2 (0,862%)   | –            | –            | –            |
| Југословени | –           | 1 (0,431%)   | –            | –            | –            |

1. 1 На пописима од 1971. до 1991. Бошњаци су пописивани углавном као Муслимани.

## Породице
Српске породице које живе у Мрковићима су:
1. Марјановић
2. Рашевић
3. Драгаш
4. Рађеновић
5. Шалипур
6. Тодић
7. Баричанин
8. Јешић
9. Анџић
10. Цупара

Млађени, старином Шалипури, чији су се стари — два брата — доселили из Годеша више Пријепоља на Швракино Село, гдје су се подијелили, те су једни одселили у Мрковиће, једни у Сарајево, а зову се старим презименом — Шалипури.
Пајдаци су се доселили давно из Мрковића у Долац. Драгаши су старином „од Стара Влаха од Таре, из села Драгаша“, одакле се најприје доселио у Босну на Међушу Станиша Драгаш, а касније се доселио Ристан са синовима. Сада их има у Мрковићима, Међуши и Сарајеву. У Мрковићима се зову Ристановићи.
Видићи су старином Рашевићи из Самобора код Гацка, гдје су некад живјела три брата, од којих је један био слијеп, те му се потомци прозову Слијепчевићи, којих и данас има око Гацка. Синови једног од оне друге двојице: Мато, Ђуро и Мијат заваде се са сусједним муслиманима, који се једне ноћи привуку и на спавању им покољу чобане. Ради тога се Рашевићи преселе у Босну, и то у Нахорево. Касније се дијеле и раселе и данас их има у Нахореву, Мрковићима, Мочиоцима, Средњем и зову се старим презименом.
Шућури су старином из Колашина, из Јелића Долова, гдје су се звали Јелићи. Доселио им прадјед Милован прије 300 година по прилици бјежећи од крвне освете. Прича се да је овај Милован Јелић био врло богат човјек и да је имао велико стадо оваца, које је држао негдје у планини, на стану, подаље од куће. Једанпут кад им се нико није трефио од одраслих задругара крај оваца наиђе зулумћар Јехо Скадранин са дружином и одјави му овце. Кад то дојаве Миловану овај позове кума Спасоја Маришијевића, те с њим пресретну Јеху и дружину и побије их из засједе, а овце поврати. Но касније бојећи се крвне освете исели се са задругом и малом у Босну и насели се најприје на Влахово Брдо у Кошеви, недалеко од Сарајева, гдје се намноже, па се касније раселе. Данас их има под именом Шућура у Добрињи, у Неђарићима, Хотоњу, Биоску, Вогошћи. Затим под именом Јешића у Мрковићима.
Мрковћанске породице славе следеће славе: Марјановићи 16. новембра Светог великомученика Георгија — Ђурђиц, Рашевићи 27. јануара Светог Саву — Савиндан, Драгаши 19. децембра Светог Николу — Никољдан, Рађеновићи Лазареву суботу, Тодићи 6. маја Светог великомученика Георгија — Ђурђевдан, Баричанини 20. јануара Светог Јована — Јовањдан, Анџићи 6. маја Светог великомученика Георгија — Ђурђевдан.